# La Bouillonnante

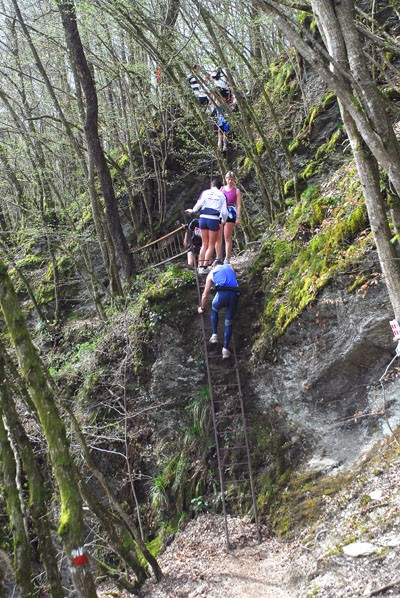
La promenade des Échelles

La Bouillonnante est un trail (course nature sur chemins et sentiers) tirant son nom de la ville de Bouillon (Belgique) située en Ardenne  en province de Luxembourg et point de départ et d'arrivée de cette épreuve. Elle a lieu au mois d'avril.
Le parcours de 56 km et comporte plus de 2 300 m de dénivelé.
La course permet de visiter plusieurs sites de la vallée de la Semois : Tombeau du Géant, crêtes de Frahan, villages de Rochehaut, de Mouzaive...
L'épreuve emprunte une promenade souvent considérée comme la plus périlleuse de Belgique : la « promenade des Échelles » (Rochehaut).
En 2015, la course a fêté ses 10 ans d'existence par la création d'un parcours de 104 km et 4 000 m de dénivelé. Le 56 km a été remplacé par un 74 km et 3 600 m de dénivelé en 2016.